# Линхарт, Михаэль
Михаэль Линхарт (р. 31 августа 1958) — австрийский дипломат и политик, посол Австрии в Берлине с 15 декабря 2021 года. До этого он занимал пост министра иностранных дел Австрийской Республики в правительстве Шалленберга с 11 декабря. С октября по 6 декабря 2021 года, посол Австрийской Республики во Франции с 2018 по 2021 год и генеральный секретарь Федерального министерства Европы, интеграции и иностранных дел с 2013 по 2018 год.

## Ранняя жизнь
Михаэль Линхарт родился 31 августа 1958 года в Анкаре (Турция), где его отец работал в австрийском посольстве. Он учился в средней школе в Фельдкирхе (Форарльберг), которую окончил в 1976 году. Проведя год в австрийских вооруженных силах на военной службе, он начал изучать право в Зальцбургском и Венском университетах в 1977 году. Линхарт получил степень доктора права в Вене в 1985 году и в том же году получил право заниматься юридической практикой.

## Дипломатическая карьера
В 1986 году Михаэль Линхарт поступил на дипломатическую службу в министерство иностранных дел и был направлен в посольство Австрии в Аддис-Абебе (Эфиопия). Два года спустя он стал первым секретарем и был переведен в Дамаск (Сирия), на должность заместителя главы посольства. Затем в 1992 году его повысили до советника и отправили в Загреб (Хорватия), где он оставался до 1995 года.
Линхарт вернулся в Вену в августе 1995 года в качестве личного секретаря министра иностранных дел Вольфганга Шюсселя. Когда Шюссель стал канцлером в 2000 году, Линхарт был назначен его советником по внешней политике, а также послом Австрии в Сирии. С 2003 по 2007 год он был управляющим директором нового Австрийского агентства развития при Министерстве иностранных дел. После этого Линхарт был послом Австрии в Греции до 2012 года, когда он вернулся в Австрию в качестве главы отдела сотрудничества в целях развития в Министерстве иностранных дел. 2 декабря 2013 года Линхарт был назначен генеральным секретарем в министерстве иностранных дел, но был заменен 1 июня 2018 года. Затем летом 2018 года он стал послом Австрии во Франции, заменив уходящего на пенсию Вальтера Грэммера.

## Министр иностранных дел
11 октября 2021 года Линхарт был приведен к присяге в качестве министра иностранных дел президентом Александром Ван дер Белленом в качестве преемника Александра Шалленберга, который в тот же день был назначен новым канцлером Австрии. После отставки канцлера Себастьяна Курца Шалленберг сменил его на посту главы правительства и в своем первом официальном акте предложил Линхарта в качестве своего преемника в министерстве иностранных дел.
В своем первом выступлении перед Национальным советом 12 октября 2021 года Линхарт назвал своим приоритетом «диалог и обязательства с четким курсом действий для страны». Сказав, что кризисы и конфликты во всем мире «не останавливаются», поэтому под его руководством австрийская дипломатия не остановится, он также подтвердил важность «сильного Европейского союза» и тесных отношений с другими государствами—членами ЕС.

## Личная жизнь
У Линхарта две дочери и сын. Его младший брат Маркус Линхарт — политик Народной партии, занимавший пост мэра Брегенца с 1998 по 2020 год.